# Manuel Llenas i Fernández
Manuel Llenas i Fernández (L'Espluga de Francolí, 5 de gener de 1879 - Barcelona, 1937) va ser un botànic, professor i bibliotecari català.
Fill de Pere Llenes i Jofre natural de Alió i de Camila Fernàndez i Soler natural de L'Espluga de Francolí. Doctorat en ciències naturals i en farmàcia, inicià l'herbari del Museu de Ciències Naturals de Barcelona, i fou professor de botànica a l'Escola Superior d'Agricultura de la Mancomunitat de Catalunya. L'any 1907, acabada de constituir-se la Junta Municipal Autónoma de Ciencias Naturales, se li encarregà la recol·lecció de plantes per iniciar la formació dels herbaris, ocupació que va mantenir fins al 1910. Les excursions efectuades entre 1907 i 1909 proporcionaren les primeres plantes i iniciaren els herbaris de l'Institut Botànic de Barcelona. Però el 1910 la Junta acordà suspendre aquell projecte i aquest miler de plantes, amb 400 més de recol·lectades pel Germà Sennen a l'Empordà, cedides a la Junta el 1909, iniciaren el nucli dels herbaris del Museu de Ciències Naturals.
L'any 1905 ingressà a la Institució Catalana d'Història Natural, en la qual exercí com a bibliotecari durant els anys 1918 i 1919.
Casat el 16 d'abril de 1911a Barcelona amb Maria Trèmols i Borrell (Cadaqués 1883-Barcelona 1962) filla de Frederic Trèmols i Borrell. Varen ser pares de Maria, Josefa i Manuel Llenas i Trèmols.

## Publicacions
- Enumeracción y distribución geogarfica de los a peltigoráecos en Cataluña (1905)[8]
- Algunos liquenes de los alrededores de Cuenca (1905)[8]
- Assaig d'una flora liquènica de Catalunya (1908),[3] que va rebre el premi als millors treballs naturalístics de la ICHN[9]
- Contribuciones al estudio de la flora del Pirineo catalán (Valle de Arán) (1912).[3]